# ナンパ
ナンパは、男性が主に初対面または顔見知りくらいの関係の女性を口説いて誘ったり、連絡先を交換しようとする行為。
ナンパは基本的に若くて綺麗に見える女性に路上、海、ディスコ（いわゆるクラブ）、店内・施設内、マッチングアプリなどで行われる。声掛けられた女性が見ても、清潔感と女性慣れ・トーク力もある魅力的と感じる男性・イケメンだと思ったナンパ男性の場合は、肉体関係を持つことだけを目的とする男性が多いが、イケメン男性も本命ナンパすることもあるために100%ではない。ナンパ男性は落とした女性のレベルが高くなるにつれ、将来を考えられる女性に行く傾向がみられる。
逆に女性側が、交際や肉体関係を持つ目的で、自身のタイプの男性に声をかけることを逆ナンと言う。非イケメン男性がされた場合、詐欺など嘘の場合が高い。男女は肉体関係を持つかの思考が異なり、エイズ禍前のナンパ実験では、逆ナンによる女性からのデートの誘いを断った男子学生の4割（実験対象の男子学生全体の7割）は、同じ女性による逆ナンによるセックスの誘いにはOKしたとの結果が出た。
英語圏では、「（異性を）拾う行為」という意味から、「pick up」と呼ぶ。日本語圏以外で「nanpa」で通じる国もある。

## 概要
軽薄な印象があるため忌避されることもあるが、「ナンパ行為」は出会いの一つの方法として古くから用いられている。一般には繁華街の路上、観光地、海、ディスコ（いわゆるクラブ）、ゲームセンターなどで行われることが多く、1980年代後半からバブル景気の頃には、ディスコがその実践の場として首都圏に住む若者の一部に流行した。
昔から路上ナンパ場所として、渋谷、新宿、池袋で、関西では戎橋（心斎橋・道頓堀）が有名。

### 由来
由来は硬派の対義語で、自己の容姿を気遣いながら、女性と肉体関係を結ぶことを好む態度の男性を意味する軟派（なんぱ）。軟派な男性(≠ナンパ男性)はその他の男性と比較すると、浮気しがちながらも女心が分かるために女性からモテる特徴を持つ。『日本国語大辞典』によると軟派は明治時代の新語の政治用語で「意見や主張が軟弱な党派」「強硬な意見を主張することのできない者」の意味（用例初出1892年）であったが、これを応用して「新聞・雑誌で、社会面や文芸、またはつや物などの記事を担当する部門やその記者」（初出1901年）、「異性との交遊や、華美な服装を好んでする青少年の一派」（同1909年）の用法が生じたという。
戦後以降は「恋愛関係・異性間交友（男女関係）を避ける態度」は「硬派」、その逆の「恋愛にうつつを抜かし、異性を追いかける態度」は「軟派」と呼ばれるが、そこから転じて、「異性に声をかける行為」を指してカタカナ言葉の「ナンパ」と呼ばれるようになった。また、ナンパをしそうな軽薄な人物を指して「ナンパ野郎」と呼ぶ場合もある。かつては「ガールハント」とも言われた。「ひっかける」という言い方もある。非軟派者が行う場合もあるため、「ナンパ」が「軟派」とは一概には言えない。
ナンパ風AV
アダルトビデオのAV女優感を嫌うユーザーのニーズに対応するために、AVメーカーが「ナンパから性行為をする過程風に撮影することで、素人女性の性行為等であること又は風な内容を売りにする企画がある（「ナンパ物」※中には土下座ナンパというジャンルもある）。ナンパモノAVは、実際には過去に出演経験があるAV女優がナンパされた素人女性という設定にする演出（ヤラセ）のケースが多い。21世紀に各自治体の迷惑防止条例で公共の場所でアダルトな役務のスカウト行為に関する刑事罰が規定されてからは、アダルト出演を事前に承知していない女性がナンパで出演するケースは少なくなっている。2022年6月にアダルトビデオの出演について契約から1ヶ月は禁止を規定したAV出演被害防止・救済法が成立・施行されたことで、ナンパされた女性がその日の内にAV出演することは同法に抵触することになった。
ネットナンパ
インターネットが普及してからは、従来の路上で行うストリートナンパ（ストナン）だけでなく、出会い系サイトなどのネットサービスを利用したネットナンパ（ネトナン）という形も誕生した。
ピックアップ・アーティスト（PUA）
アメリカ合衆国においてはナンパをして女性と関係を持つこと自体をゲーム的にとらえて実践するピックアップ・アーティスト（PUA）と呼ばれる者たちが存在する。特に神経言語プログラミングやその他の心理学的なアプローチを組み合わせたナンパ術を考え出してそれを伝授していたロス・ジェフリーズという人物は1999年に公開されたマグノリアという映画でトム・クルーズが演じたキャラクターのモデルとなったと言われている。PUAはミソジニーや女性差別の一形態であると考えられており、インセルやMGTOWと呼ばれる女性との関わりを持とうとしない男性たちと関連する概念であるとされる。
ナンパ師
PUAに相当する日本での呼び名。ナンパ師の一部にはそのノウハウや自身の達成などをネット上で発表したり、別のナンパ師とネット上で交流したり、コンビナンパの相方を探したりすることがある。

## ゲームジャンル・二次元
いわゆるギャルゲーの類型の一つに、あちこちうろついて出会った女の子と仲良くなる（深い仲になったらゴール）というパターンがあり、これを「ナンパ系」と呼ぶ場合がある。代表的なのは「TOKYOナンパストリート」「同級生シリーズ」など。
ちなみに「同級生」(PC98版)の場合、インストールするとハードディスク内に「NANPA」というディレクトリを作成してここに収まり、その中のNANPA.batを実行することでゲームを起動することになっていた。高身長のイケメンが手軽な出会いに飽き、ゲーム感覚でナンパを実行する現象もある。
また、友人とどちらが成功するかという数を競うゲームを行う者達が存在し、しだいに感情が失われる者が現れている。アーケードゲーム用の脱衣麻雀シリーズ「ハイレートDVDシリーズ」をリリースしていた日本物産も、「ザ・ナンパ」というタイトルのゲームを販売していた。ゲームの内容は四人の女性から一人を決めて麻雀をするというものだった。

## 調査
- 1994年
東京・埼玉の公立高校15校の2・3年生2,012名（男子925名、女子1,087名）への調査で、「ナンパをしたことのある男子」のうちセックスまで到達した経験がある比率は30.8％であった[23]。「ナンパをしたことのある男子」のうちナンパした際、相手女性の無反応（無視）率0％の者が18.8％存在している[23]。その一方で、「ナンパをしたことのある男子」のうち相手女性の無反応率75％以上の者が41.6％存在していて、相手女性の無反応率66％以上の者が60.4％存在している[23]。
「ナンパされたことのある女子」のうち、「お茶などについていったことがある」は7.8％、「セックスしたことがある」は2.8％であった。女子全体のうち「ナンパされるかもしれないと思ってにぎやかな場所に出かける」かを問われると、「1、2回ある」が15.6％、「何回もある」5.2％、「いつもそう」が0.5％存在していた[23]。
- 2004年
東京、神奈川、千葉、岐阜の私立大学1年生561名（男子207名、女子296名、不明58名）への調査で、「ナンパをしたことのある男子」のうちセックスまで到達したことのある男子の比率は9.1％であった[24]。
「ナンパされたことのある女子」のうち、お茶などについていった比率は2.8％、セックスをした比率は0.7％であった。また、ナンパされ、その場だけ（ワンナイト）でなく、何カ月も付き合ったことがある女子は3.6％であった[24]。

## 逆ナン及び詐欺
ナンパする男性は若く綺麗に見える女性ばかりに声をかける。30代中盤女性が自分が声掛けられないことを不快に思って、「ナンパしている男を刺し殺します。」 とネット殺人予告したことで逮捕される事件が起きている。
女性も自身のタイプの男性やイケメン男性のナンパに限り、誘いに乗って最終的に肉体関係を結んだり、拒否するとしても喜ぶ。このように女性を魅了した男性のナンパは問題にはならない。逆に、女性が嫌がっているにもかかわらず執拗に付きまとったり、女性が迷惑に感じるような進路妨害している場合には、軽犯罪法あるいは、都道府県単位で制定されている迷惑防止条例に引っかかり、拘留又は科料が課される。　
肉体関係目的でナンパしたのに本気に好きになるパターン、女性を初めて見た時に一目惚れで本命として、ナンパするパターンがある。

### 「出会いがナンパ」から結婚例
最初は遊び目的（ヤリモク）でナンパしたのに本気に好きになるパターン、初めて見た時から一目惚れで本命として声かけたパターンもあり、本命彼女・結婚相手として声をかける「本命ナンパ」の場合もある。芸能人の「ナンパから結婚」例として、千原ジュニア、鈴木亜美、アレクサンダーと川崎希夫婦、坂口憲二、藤本美貴と庄司智春夫婦などがいる。

### 逆ナンパ（逆ナン）
ナンパは男性が女性を誘うことを意味する場合が多いが、女性から、自身のタイプやイケメン男性を誘う逆ナンパ（略して逆ナンと呼ばれる）も存在する。
TOKIO・松岡昌宏は20代の頃に一人で乗った際に飛行機で一人のCA（キャビンアテンダント）から逆ナンされたことがある。友人と先約があったため断ったと語っている。他にも甲子園球場に行くためにジャニーズ先輩らと飛行機で行った際に、ある先輩が一人のCAに逆ナンされている。
地下アイドル仮面女子として活動していた胡桃そらは、活動期間中に自身の好みの容姿をした約20人の男とナンパ待ちや逆ナン経由で肉体関係を持っていたと語っている。
エイズ禍前の1978年アメリカ合衆国のフロリダの州立大学のキャンパス内で、（1）今晩、どこかに出かけない？（デート） （2）今晩、僕（私）の部屋に来ない？（アパート） （3）今晩、いっしょにベッドで過ごさない？（ベッド）と大学生らへ声掛けするナンパ実験が行われた。清潔感のある若いフツメン男を使った場合、当日夜デートの誘いである(1)に56%の女子大学生がのっている。ただし、実験内では弱いセックス打診である(2)の提案を受けれた割合が6%、強いセックス打診である(3)の成功率は0%であった。逆に、清潔感のあるフツメン女性による逆ナンでデートの誘いを断った男子大学生の4割（調査対象全体の75%）は、セックス誘いにはOKする結果が実験から判明している。男性は逆ナンにおける当日夜への逆デート打診である(1)へのOK率は50%なのに対して、弱い逆セックス打診である逆家打診である(2)へのOK率69%、強い逆セックス打診である(3)へのOK率75%と、女性とは逆でセックスの確定度があがる誘いの逆ナンほどOK率が増えている。このことから女性とは異なり、男性はデートはしたくない異性とでもセックスは一度はしたがることが分かっている。

#### 逆ナン詐欺
非イケメン男性への逆ナンの場合は詐欺であり、ぼったくりの店に連れて行かれたり、美人局だったりなどの金銭目的、企画など別の目的がある。
ケンドーコバヤシはシンガポール旅行中にシンガポール在住の日本人女子3人組から「逆ナン」された。ケンコバは4人で食事に行ったが、高額の支払いをさせられた上に、女性陣とは何も出来ずに帰られている。